# Anelytra concolor
Anelytra concolor är en insektsart som beskrevs av Ludwig Redtenbacher 1891. Anelytra concolor ingår i släktet Anelytra och familjen vårtbitare. Inga underarter finns listade i Catalogue of Life.